# Bill Stewart (hockey sur glace, 1957)
Pour les articles homonymes, voir Bill Stewart et Stewart.
William Donald Stewart, dit Bill Stewart, (né le 6 octobre 1957 à Toronto) est un entraîneur et joueur italo-canadien de hockey sur glace.

## Carrière

### Joueur
Adolescent, il joue pour les Rangers de Kitchener en Ligue de hockey de l'Ontario puis pour les Black Hawks de Saint Catharines et les Flyers de Niagara Falls. Il est alors repêché en 1977 par les Sabres de Buffalo dans la 4e ronde en 68e position,. La même année, il est aussi repêché au sein de l'Association mondiale de hockey par les Jets de Winnipeg.
Il choisit Buffalo pour la saison 1977-1978 de la LNH mais joue la plupart du temps pour les Bears de Hershey en Ligue américaine de hockey comme l'année suivante avant de s'engager avec les Americans de Rochester.
Au début de la saison 1980-1981 de la LNH, il arrive aux Blues de Saint-Louis et est encore prêté aux Golden Eagles de Salt Lake en Ligue centrale de hockey. Puis suivent deux ans aux Maple Leafs de Toronto et aux Saints de Saint Catharines en LAH.
La saison 1985-1986 est la dernière en Amérique. Il joue avec les Indians de Springfield en LAH. Il ne joue que huit matchs avec les North Stars du Minnesota.
Il part en Italie où il est de 1987 à 1995 joueur-entraîneur. Il est présent dans des clubs comme le EV Brunico, le Hockey Club Junior Milano Vipers, le Hockey Club Gherdeina et le HC Courmaosta.
En équipe nationale, il participe pour l'Italie aux championnats du monde 1992 et 1993 ainsi qu'aux Jeux olympiques de 1992 et Jeux olympiques de 1994.

### Entraîneur
Durant l'été 1996, il est choisi par les Lumberjacks de Muskegon en Ligue internationale de hockey. En 1997, il remporte avec l'équipe junior des Generals d'Oshawa le titre de championnat en Ligue de hockey de l'Ontario. Il part ensuite pour les Flames de Saint-Jean en LAH. Après un bref passage chez les Islanders de New York, il remporte le championnat avec les Colts de Barrie en LHO. Il essaie de faire venir le joueur ukrainien Vladimir Schernenko au Canada en passant illégalement la frontière avec les États-Unis. Mais Stewart est arrêté et interdit temporairement aux États-Unis.
En 2000, il s'installe chez les Adler Mannheim en DEL qui deviennent champions d'Allemagne. Il fait de nouveau l'objet d'une polémique : après s'être battu avec Pavel Gross, alors entraîneur du BSC Preussen, il semble simuler un malaise, ce qui donne le temps à Jan Alston d'entrer en jeu. La saison suivante, Mannheim échoue en finale face aux Kölner Haie. Il arrive ensuite aux Krefeld Pinguine, leur évite la relégation. Après un passage à Lausanne, où il remplace le duo Andreï Khomoutov-Gary Sheehan, il vient en 2005 en Autriche chez les Graz 99ers mais ne s'entend pas avec Mike Zettel. Il part même encore sous contrat pour les Black Wings Linz.
Après le renvoi de Mike Schmidt des Hamburg Freezers, Stewart lui succède en novembre 2006 malgré le contrat qui le lie encore avec Linz. Après un procès en Autriche, il est autorisé à rester à Hambourg. Par ailleurs, il est accusé par Chris Hamilton, manager des Capitals de Vienne, de propos racistes. L'affaire se termine à l'amiable par des excuses. Il mène l'équipe nord-allemande en quarts de finale de play-offs.
Après une série de défaites, il démissionne de Hambourg le 13 décembre 2008. Il revient en décembre 2009 en remplacement de Igors Pavlovs, renvoyé des Kölner Haie. Mais l'équipe n'élève pas son niveau. En 2010, il devient entraîneur et manager de cette équipe mais démissionne encore.
Il revient en Amérique pour entraîner le Storm de Guelph.

## Récompenses
- 1997 : trophée Louis-A.-R.-Pieri